# سوءاستفاده دینی

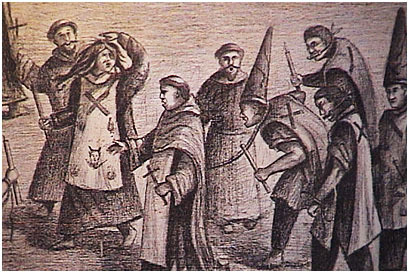
طرح‌نگاره از تفتیش عقاید در پرو، قرن 17

سوء استفاده دینی یا بدرفتاری دینی، به هر گونه استفاده بد که تحت پوشش دین تجویز شود گفته می‌شود، که می‌تواند شامل آسیب‌های روانی، آزار و اذیت یا تحقیر باشد. سوءاستفاده همچنین می‌تواند شامل سوء مصرف دین برای اهداف خودخواهانه، سکولار یا ایدئولوژیک باشد، از جمله سوءاستفاده از موقعیت مذهبی، به عنوان مثال در موارد سوء استفاده جنسی کاتولیک.